# Hilaria jamesii
Hilaria jamesii (antes Pleuraphis jamesii) es una especie de planta herbácea de la familia de las poáceas. 

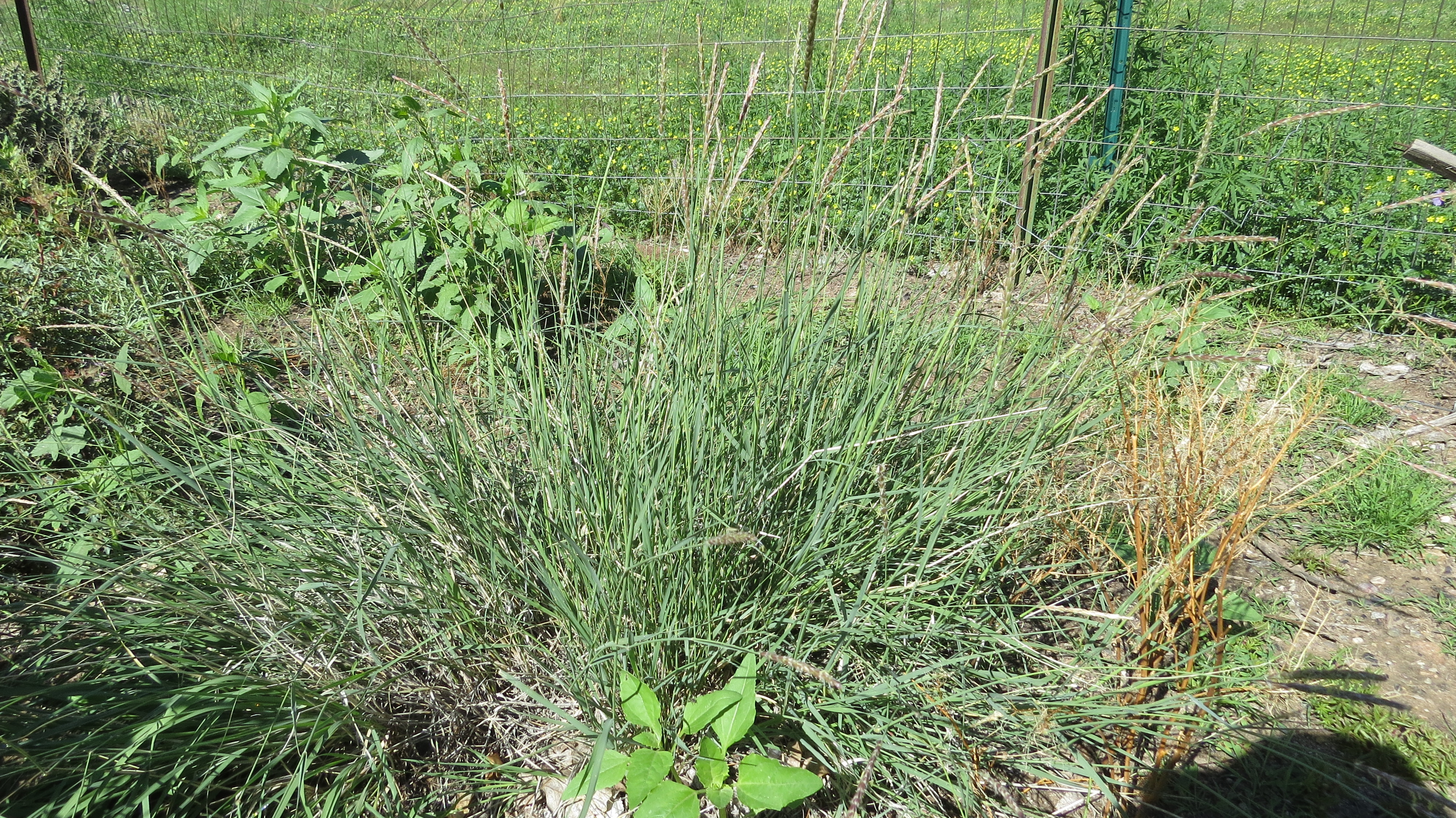
En su hábitat

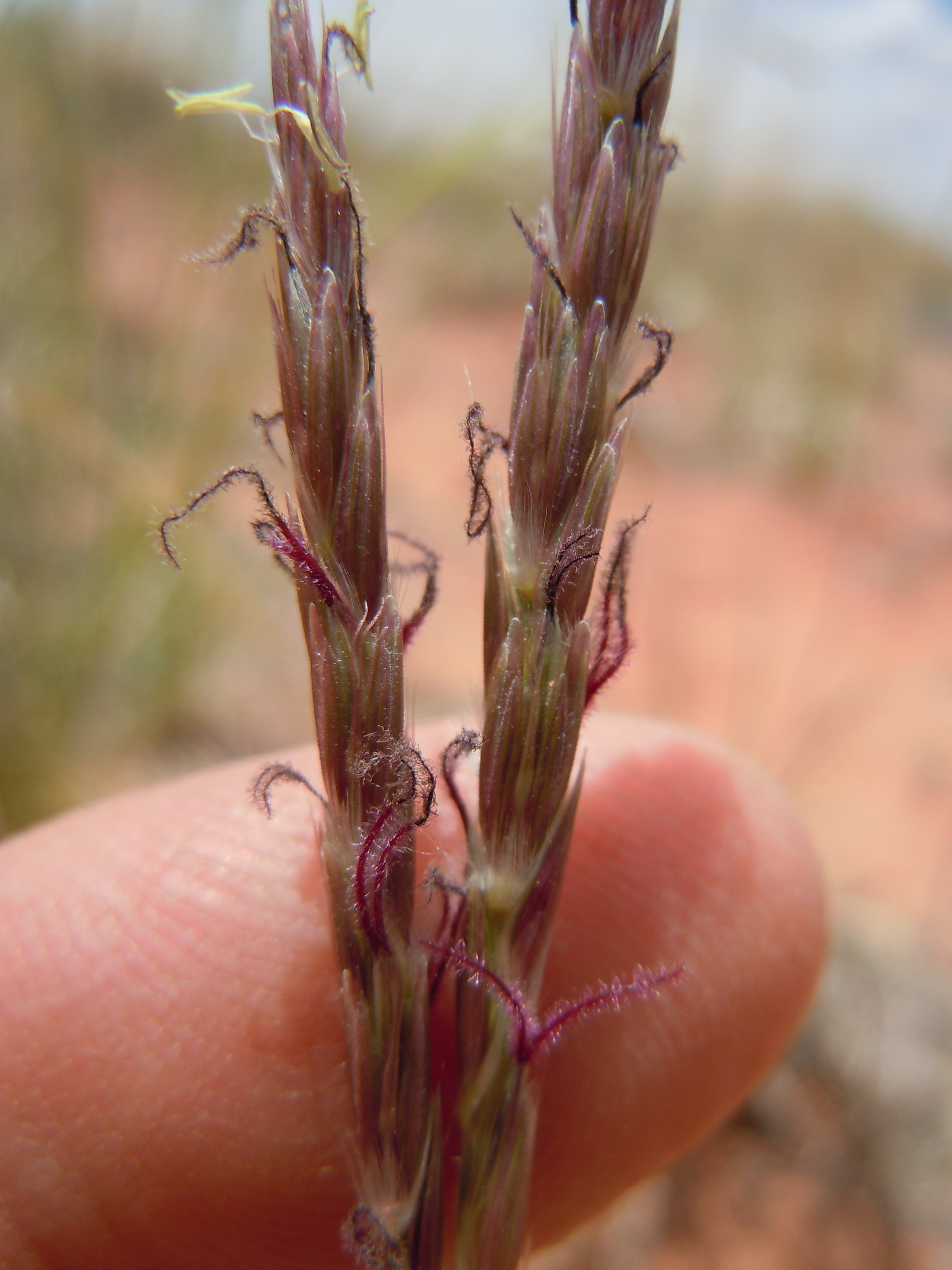
Detalle de la planta

## Distribución y hábitat
Es nativa del suroeste de Estados Unidos y norte de México, donde está muy extendida en matorrales, bosques, pastizales y hábitat de la meseta. Es tolerante a ambientes áridos como suelos desérticos. Es común en el norte del desierto de Mojave.

## Descripción
Es una planta rizomatosa que produce manojos de hierbas perennes con tallos erguidos  de aproximadamente un milímetro de ancho y hasta aproximadamente 60 centímetros de altura. El rizoma leñoso es poco profundo, extendiéndose justo debajo de la superficie del suelo, pero puede llegar al metro de largo y ayuda a formar la densa hierba en forma de césped. Sus tallos no son difusos como los de su pariente, Hilaria rigida. La inflorescencia es una serie de espiguillas peludas y rectangulares. La hierba produce relativamente poca semilla viable y se propaga principalmente a través de su rizoma.

## Taxonomía
Hilaria jamesii fue descrita por (Torr.) Benth. y publicado en Journal of the Linnean Society, Botany 19: 62. 1881.
Etimología
Hilaria: nombre genérico que fue otorgado en honor del botánico francés Augustin Saint-Hilaire.
jamesii: epíteto otorgado en honor del botánico Edwin James.
Sinonimia
- Hilaria sericea Benth.
- Pleuraphis jamesii Torr.
- Pleuraphis sericea Nutt. ex Benth.[5][6]